# Rocklake (Dakota del Norte)
Rocklake es una ciudad ubicada en el condado de Towner en el estado estadounidense de Dakota del Norte. En el censo de 2010 tenía una población de 101 mil de habitantes y una densidad poblacional de 176,45 personas por km².

## Geografía
Rocklake se encuentra ubicada en las coordenadas 48°47′25″N 99°14′46″O / 48.79028, -99.24611. Según la Oficina del Censo de los Estados Unidos, Rocklake tiene una superficie total de 0.57 km², de la cual 0.57 km² corresponden a tierra firme y (0%) 0 km² es agua.

## Demografía
Según el censo de 2010, había 101 personas residiendo en Rocklake. La densidad de población era de 176,45 hab./km². De los 101 habitantes, Rocklake estaba compuesto por el 95.05% blancos, el 0% eran afroamericanos, el 4.95% eran amerindios, el 0% eran asiáticos, el 0% eran isleños del Pacífico, el 0% eran de otras razas y el 0% pertenecían a dos o más razas. Del total de la población el 0% eran hispanos o latinos de cualquier raza.